# 2. Fußball-Bundesliga 2014-2015
La 2. Fußball-Bundesliga 2014-2015 è stata la 41ª edizione del secondo livello del campionato di calcio tedesco. La stagione inizia il 1º agosto 2014 ed è terminata il 24 maggio 2015.
Il campionato è composto da 18 squadre: quelle piazzate tra il quarto e il quindicesimo posto nella stagione 2013-14, le 2 peggiori della Bundesliga 2013-2014, le 2 migliori provenienti dalla 3. Liga, la perdente dello spareggio tra la 16^ della Bundesliga e la terza della 2. Bundesliga e la vincente tra la sedicesima della Zweite e la terza della Dritte.

## Squadre 2014-2015
- Dalla Bundesliga sono retrocesse l'Eintracht Braunschweig e il Norimberga. L'Amburgo ha vinto lo spareggio contro il Greuther Furth ed è rimasto in Bundesliga, a discapito di questi ultimi. Sono state promosse il Colonia e il Paderborn 07.
- Sono retrocesse in 3. Liga Dinamo Dresda e Energie Cottbus. Nello spareggio, il Darmstadt ha battuto l'Arminia Bielefeld e si è garantito la promozione nella 2. Bundesliga. Sono state promosse dalla 3.Liga Heidenheim e Lipzig

| Squadra                | Città                   | Stadio                        |
| ---------------------- | ----------------------- | ----------------------------- |
| Aalen                  | Aalen                   | Scholz-Arena                  |
| Bochum                 | Bochum                  | Rewirpowerstadion             |
| Darmstadt              | Darmstadt               | Stadion am Böllenfalltor      |
| Eintracht Braunschweig | Braunschweig            | Eintracht-Stadion             |
| Erzgebirge Aue         | Aue                     | Erzgebirgsstadion             |
| FSV Francoforte        | Francoforte sul Meno    | Frankfurter Volksbank Stadion |
| Fortuna Düsseldorf     | Düsseldorf              | Esprit Arena                  |
| Greuther Fürth         | Fürth                   | Trolli Arena                  |
| Heidenheim             | Heidenheim an der Brenz | Voith-Arena                   |
| Ingolstadt 04          | Ingolstadt              | Audi Sportpark                |
| Kaiserslautern         | Kaiserslautern          | Fritz Walter Stadion          |
| Karlsruhe              | Karlsruhe               | Wildparkstadion               |
| RB Lipsia              | Lipsia                  | Red Bull Arena                |
| Monaco 1860            | Monaco di Baviera       | Allianz Arena                 |
| Norimberga             | Norimberga              | Stadion Nürnberg              |
| Sandhausen             | Sandhausen              | Hardtwaldstadion              |
| St. Pauli              | Amburgo                 | Millerntor-Stadion            |
| Union Berlino          | Berlino                 | Alte Försterei                |

## Classifica
|  |     | Classifica 2014-2015   | Pti | G  | V  | N  | P  | GF | GS | DR  | Promozione o Retrocessione              |
|  | --- | ---------------------- | --- | -- | -- | -- | -- | -- | -- | --- | --------------------------------------- |
|  | 1.  | Ingolstadt 04          | 64  | 34 | 17 | 13 | 4  | 53 | 32 | +21 | Promossa in Bundesliga 2015-16          |
|  | 2.  | Darmstadt              | 59  | 34 | 15 | 14 | 5  | 44 | 26 | +18 | Promossa in Bundesliga 2015-16          |
|  | 3.  | Karlsruhe              | 58  | 34 | 15 | 13 | 6  | 46 | 26 | +20 | Play-off con 16ª in Bundesliga 2014-15  |
|  | 4.  | Kaiserslautern         | 56  | 34 | 14 | 14 | 6  | 45 | 31 | +14 |                                         |
|  | 5.  | RB Lipsia              | 50  | 34 | 13 | 11 | 10 | 39 | 31 | +8  |                                         |
|  | 6.  | Eintracht Braunschweig | 50  | 34 | 15 | 5  | 14 | 44 | 41 | +3  |                                         |
|  | 7.  | Union Berlino          | 47  | 34 | 12 | 11 | 11 | 46 | 51 | -5  |                                         |
|  | 8.  | Heidenheim             | 46  | 34 | 12 | 10 | 12 | 49 | 44 | +5  |                                         |
|  | 9.  | Norimberga             | 45  | 34 | 13 | 6  | 15 | 42 | 47 | -5  |                                         |
|  | 10. | Fortuna Düsseldorf     | 44  | 34 | 11 | 11 | 12 | 48 | 52 | -4  |                                         |
|  | 11. | Bochum                 | 42  | 34 | 9  | 15 | 10 | 53 | 55 | -2  |                                         |
|  | 12. | Sandhausen             | 39  | 34 | 10 | 12 | 12 | 32 | 37 | -5  |                                         |
|  | 13. | FSV Francoforte        | 39  | 34 | 10 | 9  | 15 | 41 | 53 | -12 |                                         |
|  | 14. | Greuther Fürth         | 37  | 34 | 8  | 13 | 13 | 34 | 42 | -8  |                                         |
|  | 15. | St. Pauli              | 37  | 34 | 10 | 7  | 17 | 40 | 51 | -11 |                                         |
|  | 16. | Monaco 1860            | 36  | 34 | 9  | 9  | 16 | 41 | 51 | -10 | Play-out con la 3ª in 3. Liga 2015-2016 |
|  | 17. | Erzgebirge Aue         | 36  | 34 | 9  | 9  | 16 | 32 | 47 | -15 | Retrocessione in 3. Liga 2015-16        |
|  | 18. | Aalen                  | 31  | 34 | 7  | 12 | 15 | 34 | 46 | -12 | Retrocessione in 3. Liga 2015-16        |

- Aalen: penalizzato di 2 punti
- Sandhausen: penalizzato di 3 punti

### Play-off
|           | Risultati    |           | Luogo e data    |  |
| --------- | ------------ | --------- | --------------- |  |
| Amburgo   | 1-1          | Karlsruhe | 28 maggio 2015  |  |
| Karlsruhe | 1-2 (d.t.s.) | Amburgo   | 1 ° giugno 2015 |  |

### Play-out
|               | Risultati |               | Luogo e data   |  |
| ------------- | --------- | ------------- | -------------- |  |
| Holstein Kiel | 0-0       | Monaco 1860   | 29 maggio 2015 |  |
| Monaco 1860   | 2- 1      | Holstein Kiel | 2 giugno 2015  |  |

### Verdetti
- : Ingolstadt 04 e  Darmstadt promosse in Fußball-Bundesliga 2015-2016
- : Aalen e  Erzgebirge Aue retrocesse in 3. Liga 2015-2016

## Classifiche

### Marcatori
Fonte:
| Gol |  |  | Giocatore             | Squadra            |
| --- |  |  | --------------------- | ------------------ |
| 17  |  |  | Rouwen Hennings       | Karlsruhe          |
| 16  |  |  | Simon Terodde         | Bochum             |
| 15  |  |  | Florian Niederlechner | Heidenheim         |
| 14  |  |  | Sebastian Polter      | Union Berlino      |
| 13  |  |  | Charlison Benschop    | Fortuna Düsseldorf |
| 13  |  |  | Rubin Okotie          | Monaco 1860        |
| 11  |  |  | Yussuf Poulsen        | RB Lipsia          |
| 11  |  |  | Joel Pohjanpalo       | Fortuna Düsseldorf |
| 11  |  |  | Marc Schnatterer      | Heidenheim         |
| 11  |  |  | Edmond Kapllani       | FSV Francoforte    |